# Maxime Laguerre
Pour les articles homonymes, voir Laguerre.
Henri Maxime Laguerre, né le 7 avril 1863 à Paris et mort le 23 mai 1923 à Lyon, est un homme politique français.

## Carrière politique
Fils d’Émile Hippolyte Laguerre (médecin) et de Jenny Wührnitz,  cousin de Georges Laguerre, qui épouse en troisièmes noces, la veuve de René Garin de Lamorflan (frère de Odette).
Employé au Crédit foncier à Paris, il s'installe dans l'Ain et dévient agriculteur. Conseiller général du canton de Champagne-en-Valromey, maire de Vieu, il est député de l'Ain de 1914 à 1919, siégeant sur les bancs radicaux.

## Vie privée
Il était l'époux d'Odette Laguerre, professeur de l'enseignement secondaire des jeunes filles et militante féministe.

## Sources
- « Maxime Laguerre », dans le Dictionnaire des parlementaires français (1889-1940), sous la direction de Jean Jolly, PUF, 1960 [détail de l’édition]